# Gaspar Xuarez
Gaspar Xuarez (Província de Santiago del Estero, 11 de junho de 1731 – 1804), foi um naturalista e botânico argentino.